# Logical Inference Per Second
Logical Inference Per Second (LIPS) は、コンピュータの性能指標の一つ。1秒間に三段論法的推論を何回実行できるかを表す。推論からなる処理系の性能を表す時に用いられる。